# Halterofilismo nos Jogos Olímpicos de Verão de 2020 - Até 67 kg masculino
A categoria até 67 kg masculino do halterofilismo nos Jogos Olímpicos de Verão de 2020 foi disputada em 25 de julho de 2021 no Fórum Internacional de Tóquio, na capital japonesa. Um total de 14 halterofilistas, cada um representando um Comitê Olímpico Nacional (CON), participaram do evento.

## Qualificação
Em cada categoria, até 14 halterofilistas poderiam se qualificar, com as vagas sendo alocadas da seguinte forma:
- Oito pelo ranking mundial da IWF;
- Cinco representantes de cada continente seguindo o ranking mundial, sendo limitado a CONs ainda sem halterofilistas qualificados;
- Vagas para o país anfitrião ou para a Comissão Tripartite.

## Calendário
Horário local (UTC+9)
| Data        | Hora  | Fase    |
| ----------- | ----- | ------- |
| 25 de julho | 11:50 | Grupo B |
| 25 de julho | 19:50 | Grupo A |

## Medalhistas
| Ouro   | CHN Chen Lijun           |
| Prata  | COL Luis Javier Mosquera |
| Bronze | ITA Mirko Zanni          |

## Recordes
Antes desta competição, os seguintes recordes eram estabelecidos:
| Recorde          | Tipo      | Halterofilista  | Peso   | Local   | Data                   |
| Recorde mundial  | Arranque  | Huang Minhao    | 155 kg | Tóquio  | 6 de julho de 2019     |
| Recorde mundial  | Arremesso | Pak Jong-ju     | 188 kg | Pattaya | 20 de setembro de 2019 |
| Recorde mundial  | Total     | Chen Lijun      | 339 kg | Ningbo  | 21 de abril de 2019    |
|                  |           |                 |        |         |                        |
| Recorde olímpico | Arranque  | Padrão olímpico | 151 kg | —       | 1 de novembro de 2018  |
| Recorde olímpico | Arremesso | Padrão olímpico | 181 kg | —       | 1 de novembro de 2018  |
| Recorde olímpico | Total     | Padrão olímpico | 328 kg | —       | 1 de novembro de 2018  |

Após a competição, os seguintes recordes foram estabelecidos:
| Recorde          | Tipo      | Halterofilista | Peso   | Local  | Data                |
| Recorde olímpico | Arremesso | CHN Chen Lijun | 187 kg | Tóquio | 25 de julho de 2021 |
| Recorde olímpico | Total     | CHN Chen Lijun | 332 kg | Tóquio | 25 de julho de 2021 |

## Resultados
| Pos. | Halterofilista               | CON               | Grupo | Peso  | Arranque (kg) | Arranque (kg) | Arranque (kg) | Arranque (kg) | Arremesso (kg) | Arremesso (kg) | Arremesso (kg) | Arremesso (kg) | Total |
| Pos. | Halterofilista               | CON               | Grupo | Peso  | 1             | 2             | 3             | Result.       | 1              | 2              | 3              | Result.        | Total |
| ---- | ---------------------------- | ----------------- | ----- | ----- | ------------- | ------------- | ------------- | ------------- | -------------- | -------------- | -------------- | -------------- | ----- |
| 01 ! | Chen Lijun                   | CHN China         | A     | 66.85 | 145           | 150           | 151           | 145           | 175            | 187            | —              | 187            | 332   |
| 02 ! | Luis Javier Mosquera         | COL Colômbia      | A     | 66.85 | 148           | 151           | 151           | 151           | 175            | 180            | 180            | 180            | 331   |
| 03 ! | Mirko Zanni                  | ITA Itália        | A     | 66.95 | 145           | 150           | 150           | 145           | 172            | 177            | 177            | 177            | 322   |
| 4    | Han Myeong-mok               | KOR Coreia do Sul | A     | 66.90 | 142           | 147           | 149           | 147           | 167            | 174            | 174            | 174            | 321   |
| 5    | Talha Talib                  | PAK Paquistão     | A     | 66.95 | 144           | 147           | 150           | 150           | 166            | 166            | 170            | 170            | 320   |
| 6    | Adkhamjon Ergashev           | UZB Uzbequistão   | A     | 67.00 | 139           | 139           | 144           | 139           | 173            | 184            | 184            | 173            | 312   |
| 7    | Mitsunori Konnai             | JPN Japão         | A     | 66.95 | 135           | 135           | 135           | 135           | 165            | 172            | 178            | 172            | 307   |
| 8    | Goga Chkheidze               | GEO Geórgia       | B     | 66.95 | 133           | 133           | 138           | 133           | 164            | 169            | 173            | 169            | 302   |
| 9    | Deni                         | INA Indonésia     | A     | 66.75 | 135           | 135           | 140           | 135           | 166            | 171            | 171            | 166            | 301   |
| 10   | Jonathan Muñoz               | MEX México        | B     | 66.85 | 135           | 139           | 139           | 135           | 163            | 163            | 170            | 163            | 298   |
| 11   | Tojonirina Andriantsitohaina | MAD Madagascar    | B     | 66.00 | 130           | 130           | 138           | 130           | 155            | 165            | 165            | 155            | 285   |
| 12   | Ruben Katoatau               | KIR Kiribati      | B     | 67.00 | 105           | 110           | 110           | 105           | 132            | 140            | 145            | 140            | 245   |
| —    | Muhammed Furkan Özbek        | TUR Turquia       | A     | 66.70 | 142           | 145           | 145           | 142           | 173            | 173            | 173            | —              | —     |
| —    | Bernardin Matam              | FRA França        | A     | 66.95 | 132           | 135           | 138           | 135           | 171            | 171            | 172            | —              | —     |

Legenda
| Recorde mundial      | Recorde mundial (World record)               |                       | Recorde africano                      | Recorde africano (African) |                                           | Q | Classificado por posição (Qualified) |
| Recorde olímpico     | Recorde olímpico (Olympic record)            | Recorde da América    | Recorde da América (Americas)         | q                          | Classificado por melhor tempo (Qualified) |   |                                      |
| Melhor marca do ano  | Melhor marca do ano (World leading)          | Recorde asiático      | Recorde asiático (Asian)              | DNS                        | Não largou (Did not start)                |   |                                      |
| Recorde nacional     | Recorde nacional (National record)           | Recorde europeu       | Recorde europeu (European)            | DNF                        | Não terminou (Did not finish)             |   |                                      |
| Recorde pessoal      | Recorde pessoal do atleta (Personal best)    | Recorde da Oceania    | Recorde da Oceania (Oceania)          | DSQ / DQ                   | Desclassificado (Disqualified)            |   |                                      |
| Recorde da temporada | Recorde da temporada do atleta (Season best) | Recorde sul-americano | Recorde sul-americano (South America) | NM                         | Sem marca (No mark)                       |   |                                      |